# Linda Richards
Malinda Ann Judson Richards, detta Linda (West Potsdam, 27 luglio 1841 – Boston, 16 aprile 1930), è stata un'infermiera statunitense.
Fu la prima infermiera statunitense con formazione professionale e istituì programmi di formazione infermieristica negli Stati Uniti e in Giappone. Inoltre creò il primo sistema per la conservazione delle cartelle cliniche individuali per i pazienti ospedalizzati.

## Primi anni
Richards nacque nel 1841 a West Potsdam, New York. Nel 1845 si trasferì con la sua famiglia nel Wisconsin, dove possedevano alcuni terreni. Tuttavia suo padre morì di tubercolosi poche settimane dopo il loro arrivo lì, e la famiglia dovette presto tornare a casa dei nonni di Richards a Newbury, nel Vermont. Acquistarono una piccola fattoria appena fuori città e vi si stabilirono. Anche Betsy Sinclair Richards contrasse la tubercolosi e Linda Richards accudì sua madre fino alla sua morte per la malattia nel 1854.

## Istruzione
Sebbene nel 1856 si iscrisse alla St. Johnsbury Academy per un anno per diventare insegnante, non fu mai veramente felice in quella professione. Nel 1860 conobbe George Poole, con cui si fidanzò. Non molto tempo dopo il loro fidanzamento, Poole si unì ai Green Mountain Boys e lasciò la casa per combattere nella guerra civile americana. Fu gravemente ferito nel 1865, e quando tornò a casa, Richards si prese cura di lui fino alla sua morte nel 1869.
Ispirata da queste perdite personali, si trasferì a Boston, nel Massachusetts, per diventare un'infermiera. Iniziò a lavorare al Boston City Hospital dove, pur non avendo ricevuto quasi alcuna formazione, fu sottoposta ad un ingente lavoro. Lasciò quell'ospedale dopo soli tre mesi ma non vi fu scoraggiata. Nel 1872 divenne la prima studentessa a iscriversi alla classe inaugurale di cinque infermiere nella prima scuola di addestramento per infermieri americani. Questa scuola pionieristica era gestita dalla dott.ssa Susan Dimock, presso il New England Hospital for Women and Children di Boston.

## Carriera
Dopo gli studi si trasferì a New York, dove fu assunta come supervisore notturno presso il Bellevue Hospital Center. Mentre lavorava lì ideò un sistema per la conservazione dei registri individuali per ciascun paziente. Consapevole di quanto poco sapesse ancora come infermiera, Linda iniziò la sua ricerca per acquisire più conoscenze e poi trasmetterle ad altri creando scuole di formazione per infermieri di alta qualità.
Rientrata a Boston nel 1874, fu nominata sovrintendente della Boston Training School per infermieri.
Nel tentativo di migliorare le sue capacità, Richards intraprese un intenso programma di formazione infermieristica di sette mesi in Inghilterra nel 1877. Studiò con Florence Nightingale e fu ospite residente presso il St Thomas 'Hospital e il King's College Hospital di Londra e la Royal Infirmary di Edimburgo. Al suo ritorno negli Stati Uniti divenne la pioniera della fondazione e della supervisione di scuole di formazione infermieristica in tutta la nazione. 

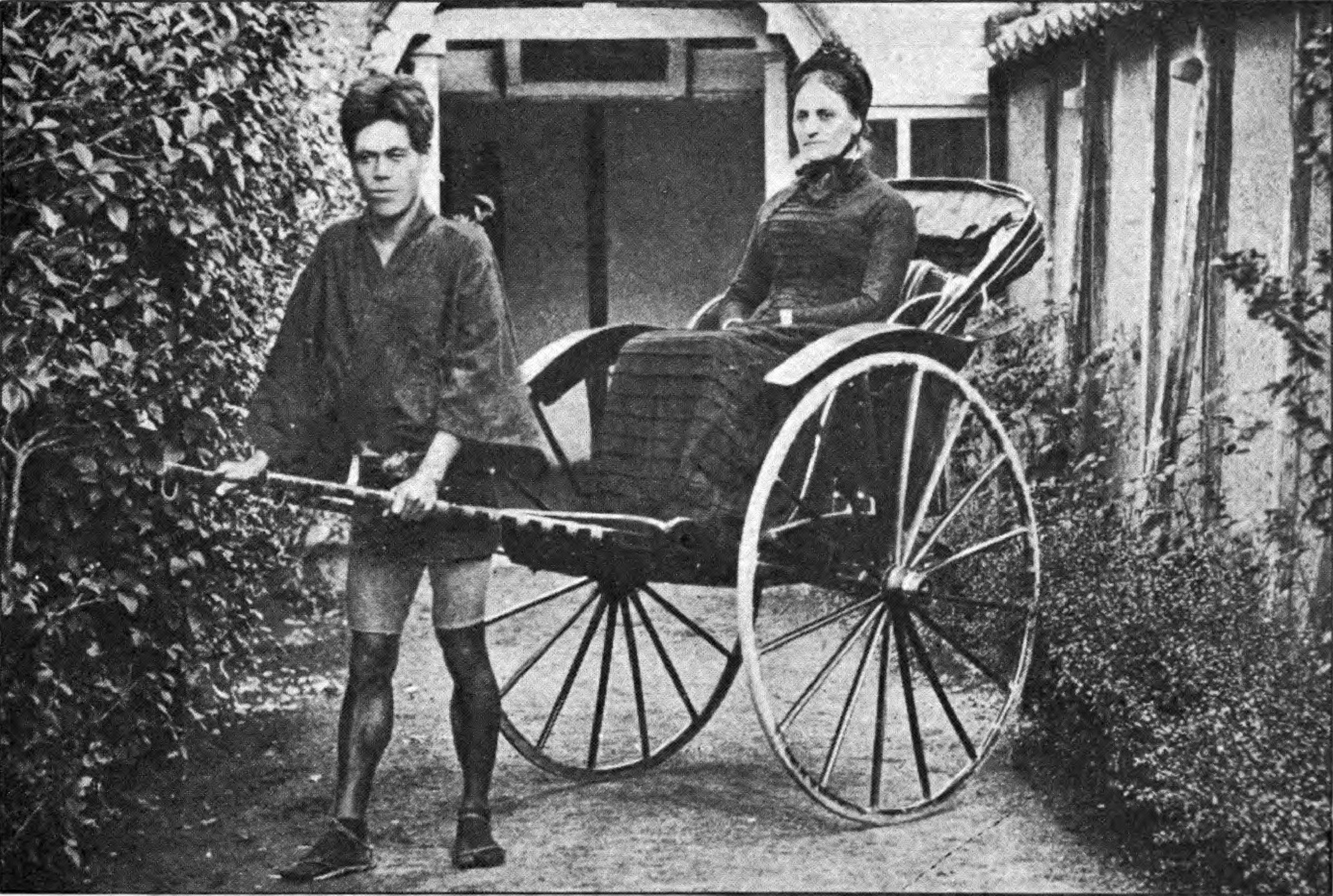
Linda Richards in Giappone

Nel 1885 aiutò a stabilire il primo programma di addestramento per infermieri del Giappone, dove supervisionò la scuola dell'ospedale Doshisha di Kyoto per cinque anni. Quando tornò negli Stati Uniti nel 1890 lavorò come infermiera per altri venti anni, aiutando a creare istituzioni speciali per le persone con malattie mentali. Fu eletta come prima presidente della American Society of Sovrintendents of Training Schools e fu capo della Philadelphia Visiting Nurses Society.
Scrisse un libro sulle sue esperienze intitolato Reminiscences of Linda Richards nel 1911. Ebbe un grave ictus nel 1923 e fu ricoverata in ospedale fino alla sua morte nel 1930. Fu inserita nella National Women's Hall of Fame nel 1994.